# Ніза (Португалія)
Ні́за (порт. Nisa; МФА: [ˈni.zɐ]) — муніципалітет і містечко в Португалії, в окрузі Порталегре. Розташований у східній частині країни, на теренах історичної португальської провінції Алентежу. Належить до Порталегрівсько-Каштелу-Бранківської діоцезії Католицької церкви в Португалії. Права міського самоврядування має з 1232 року. Поділяється на 7 парафій. За адміністративним поділом, чинним до 1976 року, був складовою провінції Верхнє Алентежу. Площа муніципалітету — 575,68 км², населення муніципалітету — 7450 ос. (2011); густота населення — 12,94 осіб/км²
. Патрон — Діва Марія. Святковий день муніципалітету — 1-й понеділок після Пасхи. Поштовий індекс — 6050.  Код місцевої адміністративної одиниці — 1212. Складова статистичного регіону Алентежу.

## Назва
- Ніза (порт. Nisa, стара орфографія: порт. Niza)

## Географія
Ніза розташоване на сході Португалії, на півночі округу Порталегре, на португальсько-іспанському кордоні.
Ніза межує на півночі з муніципалітетом Віла-Веля-де-Родан, на сході — з Іспанією, на південному сході — з муніципалітетом Каштелу-де-Віде, на півдні — з муніципалітетом Крату, на південному заході — з муніципалітетом Гавіан, на північному заході — з муніципалітетом Масан.

## Історія
1232 року португальський король Саншу II надав Нізі форал, яким визнав за поселенням статус містечка та муніципальні самоврядні права.

## Населення
| Кількість мешканців | Кількість мешканців | Кількість мешканців | Кількість мешканців | Кількість мешканців | Кількість мешканців | Кількість мешканців | Кількість мешканців | Кількість мешканців | Кількість мешканців | Кількість мешканців | Кількість мешканців | Кількість мешканців | Кількість мешканців | Кількість мешканців | Кількість мешканців |
| ------------------- | ------------------- | ------------------- | ------------------- | ------------------- | ------------------- | ------------------- | ------------------- | ------------------- | ------------------- | ------------------- | ------------------- | ------------------- | ------------------- | ------------------- | ------------------- |
| 1864                | 1878                | 1890                | 1900                | 1911                | 1920                | 1930                | 1940                | 1950                | 1960                | 1970                | 1981                | 1991                | 2001                | 2011                |                     |
| 10 244              | 10 889              | 12 269              | 13 255              | 14 580              | 15 251              | 16 697              | 18 963              | 19 920              | 17 976              | 13 815              | 10 734              | 9 864               | 8 585               | 7 450               |                     |